# Jacques Arago
Jacques Étienne Victor Arago (Estagel, 6 marzo 1790 – Rio de Janeiro, 27 novembre 1855) è stato uno scrittore francese.
Fratello di François Arago ed Étienne Arago, fu assiduo viaggiatore e si trovò più volte in situazioni avventurose. Nel 1835 divenne direttore del teatro di Rouen, ma, divenuto cieco nel 1837, si dedicò solamente all'avventura e alla letteratura. Tra le sue opere ricordiamo Un noviciat diplomatique (1834), Le cadet de Gascogne (1836), L'éclat de rire (1840), Une vie agitée (1853) ed altri resoconti di viaggio.